# Needham, Massachusetts
Needham är en kommun (town) i Norfolk County i Massachusetts. Vid 2010 års folkräkning hade Needham 28 886 invånare.

## Kända personer från Needham
- Bill Arnold, ishockeyspelare
- Francis Blake, uppfinnare
- Peter DeFazio, politiker
- Robbie Ftorek, ishockeyspelare
- Phil Murphy, politiker
- Richard Patrick, musiker
- N.C. Wyeth, illustratör